# Passau (district)
Districtul Passau este un district rural (germană: Landkreis) din regiunea administrativă Bavaria Inferioară, landul Bavaria, Germania.

## Orașe și districte
| orașe 1. Bad Griesbach im Rottal (8.480) 2. Hauzenberg (12.399) 3. Pocking (14.518) 4. Vilshofen an der Donau (16.580) comune (târg) 1. Aidenbach (3.134) 2. Eging am See (3.932) 3. Fürstenzell (7.776) 4. Hofkirchen (3.632) 5. Hutthurm (5.955) 6. Kößlarn (1.951) 7. Obernzell (3.863) 8. Ortenburg (7.328) 9. Rotthalmünster (5.068) 10. Tittling (3.789) 11. Untergriesbach (6.417) 12. Wegscheid (5.793) 13. Windorf (4.735) | comune 1. Aicha vorm Wald (2.458) 2. Aldersbach (4.310) 3. Bad Füssing (6.688) 4. Beutelsbach (1.109) 5. Breitenberg (2.155) 6. Büchlberg (4.100) 7. Fürstenstein (3.495) 8. Haarbach (2.625) 9. Kirchham (2.427) 10. Malching (1.304) 11. Neuburg am Inn (4.078) 12. Neuhaus am Inn (3.528) 13. Neukirchen vorm Wald (2.739) 14. Ruderting (3.087) 15. Ruhstorf an der Rott (7.069) 16. Salzweg (6.820) 17. Sonnen (1.495) 18. Tettenweis (1.750) 19. Thyrnau (4.125) 20. Tiefenbach (6.694) 21. Witzmannsberg (1.751) |